# Борги (Форли-Чезена)
Борги је насеље у Италији у округу Форли-Чезена, региону Емилија-Ромања.
Према процени из 2011. у насељу је живело 433 становника. Насеље се налази на надморској висини од 250 м.